# Agelmund

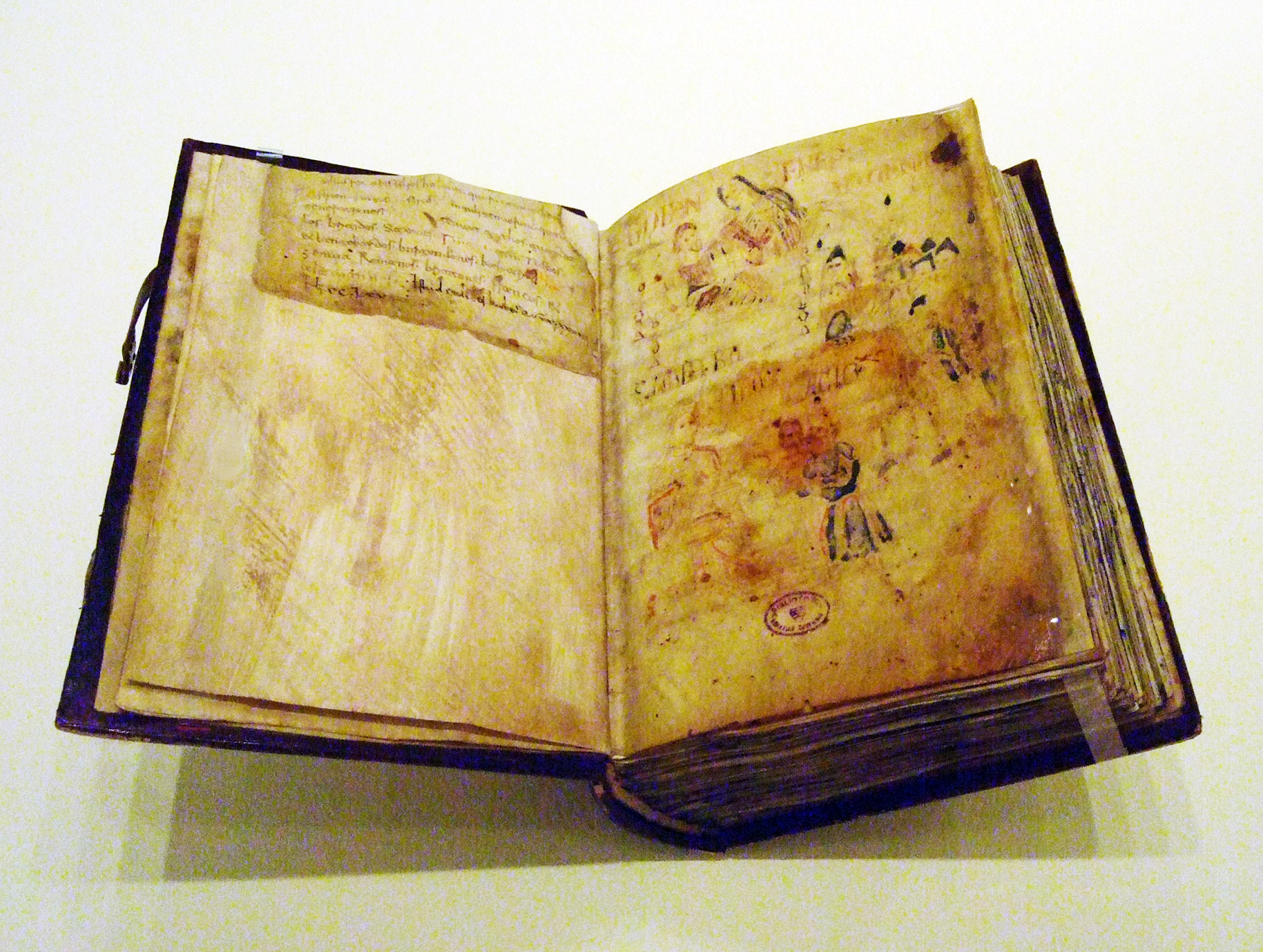
Origo gentis Langobardorum

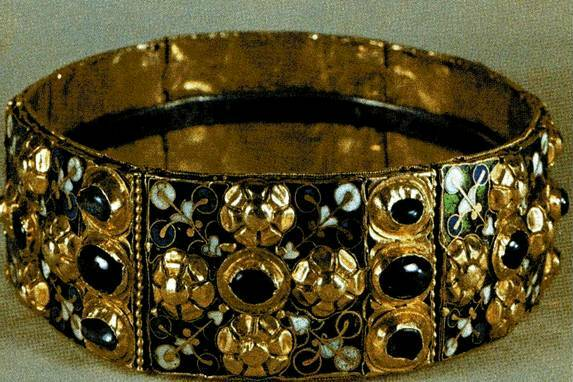
Kovová královská koruna Langobardů

Agelmund (4. století? – 5. století?) byl langobardský král na konci 4. a počátku 5. století. Podle legendy byl jeho otcem Aion (Ajon), který byl spolu se svým bratrem Iborem prvními mytickými panovníky Langobardů.
Langobardi v období stěhování národů migrovali podél řeky Labe od Baltu na jih, na území, které nazvali Scatenauge a později proti proudu řeky Labe na území Patespruna. Území obýval germánský kmen Sasů s nimiž Langobardi vedli neustálé boje, nakonec se někteří Sasové k nim připojili a společně s Langobardy zvolili za svého vůdce Agelmunda, který je prvním historický doloženým králem Langobardů. Jeho jmenováním nastal mezi Langobardy rozvoj monarchistické instituce, aniž by zanikla autonomie různých langobardských božstev. Po volbě Agelmunda pokračovali Langobardi pod jeho vedením podél řeky Labe na území Čech a poté jižní Moravy a Vídeňské pánve.
Agelmund byl zavražděn či padl v boji s Huny (Bulhary), jeho jediná dcera byla zajatá a odvedena do otroctví. Jeho nástupcem se stal král Lamicho, který byl podle některých pramenů jeho nevlastní syn. Agelmund podle pověsti vládl Langobardům 33 let.